# Ревельська Олександрівська гімназія

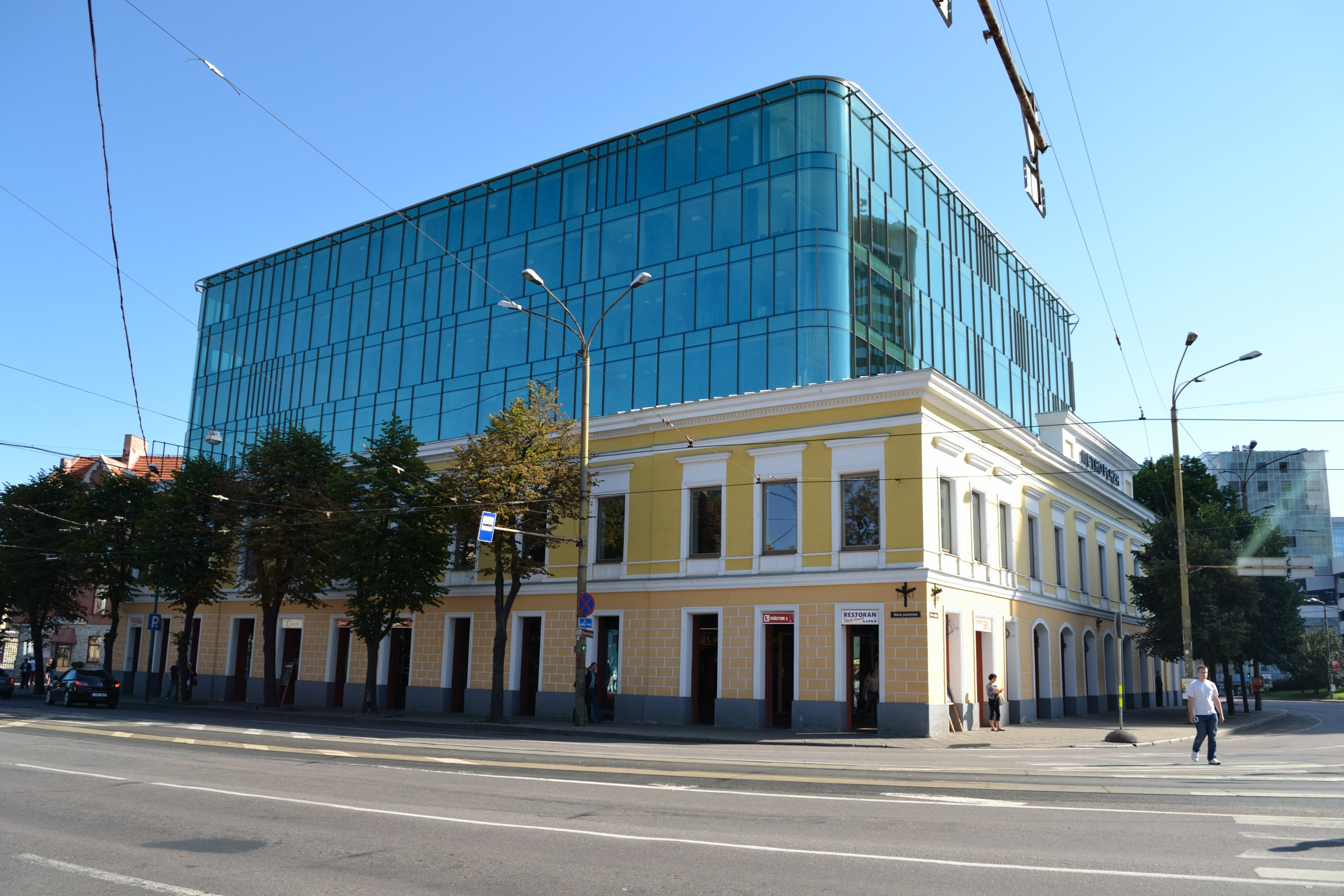
Сучасний вигляд

Ревельська Олександрівська гімназія (ест. Tallinna Aleksandri Gümnaasium) — середній навчальний заклад Російської імперії. Містилася в місті Ревель (нині Таллінн), діяла від 1872 до 1917 року.

## Історія
Заснована з ініціативи громадськості, гімназія була облаштована на Російському ринку (нині — площа Віру), у будівлі, зведеній 1850 року, — колишньому універмазі Ротерманні, придбаному міською владою 1871 року (сучасна адреса — пл. Віру, 2). Відкрито 31 травня 1872 року. Навчання велося російською мовою.
1877 року відкрито 8-й клас (перший набір — два учні), а в червні 1878 відбувся перший випуск (два учні).
У 1914 році Талліннська міська гімназія Ризького навчального округу (Ревелі) отримала назву Талліннська Олександрівська гімназія (рос. Ревельское высшее начальное училище Императора Александра I Благословенного).

## Відомі випускники
- Тиніс Варес (1882, екстерном)
- Йоган Пітка
- Макс Губергріц (1904, з відзнакою)
- Максим Тракман[ru] (1910)
- Юліус Марк[ru] (1911)
- Пауль Коґерман (1913, екстерном)
- Альберт Борквелл[ru] (1915)

## Директори
- 06.10.1871 — 01.07.1886: Гібер фон Грейфенфельс Іван Іванович
- 01.07.1886 — 1890: Янчевецький Григорій Андрійович
- 01.01.1891 — 28.11.1892: Тихомиров Федір Євдокимович
- 28.11.1892 — 1897: Рожанковський Степан Федорович
- 1897—1902: Погодін Петро Дмитрович
- 21.02.1902 — 1906: Пользинський Петро Степанович
- 1906—1908: Іванов Микола Іванович
- 01.11.1908 — 1910?: Брюхатов Андрій Дмитрович
- 1910—1912: Васильков Ілля Капітонович
- 12.02.1913 — 1917: Хваленський Василь Іванович